# Latin Grammy Awards 2004
 (septembre 2022).
Si vous disposez d'ouvrages ou d'articles de référence ou si vous connaissez des sites web de qualité traitant du thème abordé ici, merci de compléter l'article en donnant les références utiles à sa vérifiabilité et en les liant à la section « Notes et références ».
Le présentateur de l'émission est George Lopez.
Gagnants des Latin Grammy Awards 2004 :
- Disque de l'année : No Es Lo Mismo. Alejandro Sanz, artiste. Mick Guzauski et Rafa Sardina, ingénieurs/mixage. Alejandro Sanz et Lulo Pérez, producteurs.
- Album de l'année : No Es Lo Mismo. Alejandro Sanz, artiste. Mick Guzauski, Pepo Sherman et Rafa Sardina, ingénieurs/mixage. Bob Ludwig, ingénieur. Alejandro Sanz et Lulo Pérez, producteurs.
- Chanson de l'année : No Es Lo Mismo. Alejandro Sanz, compositeur.
- Meilleur nouvel artiste : Maria Rita[2].
- Meilleur album féminin pop chanté : De Mil Colores. Rosario, artiste. Enrique Sierra, Lola Román, Miguel Angel De La Vega, Roberto Maccagno et Sancho Gómez-Escolar, ingénieurs. Fernando Illan, producteur.
- Meilleur album masculin pop chanté : No Es Lo Mismo. Alejandro Sanz, artiste. Mick Guzauski, Pepo Sherman et Rafa Sardina, ingénieurs. Alejandro Sanz et Lulo Pérez, producteurs.
- Meilleur album pop chanté (duo ou groupe) : De Viaje. Sin Bandera (Leonel García, Noel Schajris), artistes. Aureo Baqueiro, Gustavo Borner et Luis Gil, ingénieurs. Aureo Baqueiro, producteur.
- Meilleur album urbain : En Honor A La Verdad. Vico C, artiste.
- Meilleur album rock chanté en solo : Sí. Julieta Venegas, artiste. Cesar Sogbe, Coti Sorokin, Juan Blas Caballero, Matías Sorokin et Sebastián Schon, ingénieurs. Cachorro Lòpez, Coti Sorokin et Julieta Venegas, producteurs.
- Meilleur album rock (duo ou groupe, chanté) : Libertad. La Ley (Mauricio Clavería, Beto Cuevas, Pedro Frugone), artistes. Alex Rodríguez, Christian Robles, Humberto Gatica et Oliver Gatica, ingénieurs. Humberto Gatica et Kenny O'Brien, producteurs.
- Meilleur album rock alternatif : Cuatro Caminos. Café Tacuba (Élfego Buendía, Emmanuel Del Real, Enrique Rangel, José Alfredo Rangel), artistes. Anibal Kerpel et Joe Chiccarelli, ingénieurs. Gustavo Santaolalla, producteur.
- Meilleure chanson de rock : Eres. Emmanuel Del Real, compositeur.
- Meilleur album de salsa : Regalo Del Alma. Celia Cruz, artiste. Carlos Laurenz, Jake Tanner, Jon Fausty, Jorge García, Jorge Gómez, José Luis López, Luca Germini, Olga Santos et Oscar Gómez, ingénieurs. Oscar Gómez et Sergio George, producteurs.
- Meilleur album de merengue : Sin Desperdicio. Johnny Ventura (es), artiste. Juan Tavares, ingénieur. Johnny Ventura, producteur.
- Meilleur album musique tropicale contemporaine : Albita Llegó. Albita, artiste. Paul Hoyle, ingénieur. Emilio Estefan Jr., producteur.
- Meilleur album musique tropicale traditionnelle : Lágrimas Negras. Bebo Valdés & Diego el Cigala, artistes. Eric Schilling, Guillaume Cora, Jim Anderson et Pepe Loeches, ingénieurs. Fernando Trueba et Javier Limón, producteurs.
- Meilleure chanson musique tropicale : Ríe y Llora. Fernando Osorio et Sergio George, compositeurs.
- Meilleur album d'un chanteur-compositeur : Soraya. Soraya, artiste. John Paterno, ingénieur. Soraya, producteur.
- Meilleur album musique ranchera : En Vivo Juntos Por Ultima Vez. Alejandro Fernández et Vicente Fernández, artistes. Josefath Nerí, ingénieur. Pedro Ramírez, producteur.
- Meilleur album banda : Por Ti. Banda El Recodo (Luis Alfonso Lizarraga), artistes. John Karpowich, ingénieur.
- Meilleur album grupero : Cuando El Corazón Se Cruza. Alicia Villarreal, artiste. Bryan Red Moore, Cruz Martínez & Oscar GLZ, ingénieurs. Cruz Martínez, producteur.
- Meilleur album tejano : Live En El Valle. Jimmy González et El Grupo Mazz (Jimmy González, Joseph González, Mike González, Joe Martinez, Danny Ortiz, Xavier Padilla, Johnny "Rod" Rodriguez, Kacy Zavala), Artistes. Gilbert Velásquez et Ramiro Serna, ingénieurs. Freddie Martínez, Sr. et Jimmy González, producteurs.
- Meilleur album norteño : Pacto De Sangre. Los Tigres Del Norte (Eduardo Hernandez, Hernan Hernandez, Jorge Hernandez, Luis Hernandez, Oscar Lara), artistes. Jim Dean, ingénieur. Los Tigres Del Norte, producteur.
- Meilleure chanson mexicaine : Tu Amor O Tu Desprecio. Marco Antonio Solís, compositeur.
- Meilleur album instrumental : Obrigado Brazil Live In Concert. Yo-Yo Ma, artiste. Richard King, ingénieur. Steven Epstein, producteur.
- Meilleur album folk : K. Kepa Junkera, artiste. Mikel F. Krutxaga, ingénieur. Kepa Junkera, producteur.
- Meilleur album de tango : Postangos En Vivo En Rosario. Gerardo Gandini, artiste. Luiz Suárez, ingénieur. Horacio Vargas, producteur.
- Meilleur album de flamenco : Cositas Buenas. Paco de Lucía, artiste. Javier Limón & Pepe Loeches, ingénieurs. Paco de Lucía, producteur.
- Meilleur album latin jazz : New Conceptions. Chucho Valdés, artiste. Chucho Valdés, Jon Fausty, Orestes Aguilar Cruz, Rene López et Yaroldy Abreu, ingénieurs. Rene López, producteur.
- Meilleur album musique chrétienne (espagnol) : Disqueando Otra Vez. Marcos Witt, artiste. Jorge Santos et Orlando Rodríguez, ingénieurs. Juan Salinas & Marcos Witt, producteurs.
- Meilleur album musique chrétienne (portugais) : Fruto De Amor. Aline Barros, artiste. Ricardo Feghali, ingénieur. Cleberson Horsth et Ricardo Feghali, producteurs.
- Meilleur album pop brésilien : Carlinhos Brown Es Carlito Marrón. Carlinhos Brown, artiste. Alê Siqueira, Carlinhos Brown & Flavio De Souza, ingénieurs. Alê Siqueira & Carlinhos Brown, producteurs.
- Meilleur album rock brésilien : Cosmotron. Skank (Haroldo Ferretti, Henrique Portugal, Samuel Rosa, Lelo Zaneti), artistes. Bruno Ferretti, Renato Cipriano, Tom Capone & Álvaro Alencar, ingénieurs. Skank & Tom Capone, producteurs.
- Meilleur album de samba/Pagode : Para Caymmi. De Nana, Dori e Danilo. Nana, Dori e Danilo (Danilo Caymmi, Dori Caymmi, Nana Caymmi), artistes. Mário Jorge Bruno, ingénieur. José Milton, producteur.
- Meilleur album de Música Popular Brasileira : Maria Rita. Maria Rita, artiste. Tom Capone et Álvaro Alencar, ingénieurs. Marco da Costa, Maria Rita et Tom Capone, producteurs.
- Meilleur album romantique : Zezé Di Camargo et Luciano. Zezé Di Camargo et Luciano (Zezé di Camargo, Luciano), artistes. Cesar Augusto et Guilherme Canaes, ingénieurs. Cesar Augusto et Nil Bernardes, producteurs.
- Meilleur album brésilien traditionnel : No Século XXI, No Pátio Do Forró. Banda De Pífanos De Caruaru (Amaro Biano, Gilbero Biano, Jadelson Biano, João Biano, José Biano, Sebastião Biano), artistes. Luis Paulo Serafín, ingénieur. Luis Paulo Serafín, producteur.
- Meilleure chanson brésilienne/portugaise : A Festa. Milton Nascimento, compositeur.
- Meilleur album de musique latine pour enfants : Niños Adorando 2. Niños Adorando (Emily Cano, Mike Cano, Jacob Rodríguez, Elena Witt), artistes. Coalo Zamorano, producteur. Coalo Zamorano & Martín Giuffré, ingénieurs.
- Meilleur album de musique classique : Carmen Symphony. José Serebrier, artiste. Robert Suff, producteur. Jens Braun, ingénieur.
- Meilleur album de musique classique : Jobim Sinfônico. Divers artistes. Mario Adnet et Paulo Jobim, producteurs. Jakob Haendel, ingénieur.
- Meilleur ingénieurs du son : No Es Lo Mismo. Mick Guzauski, Pepo Sherman et Rafa Sardina, ingénieurs.
- Producteur de l'année : Javier Limón.
- Meilleur vidéo-clip : Mas y Mas. Robi Rosa, artistes. Angela Alvarado Rosa, directeur. Maryann Tanedo, producteur.